# Parque Nacional Nino Konis Santana

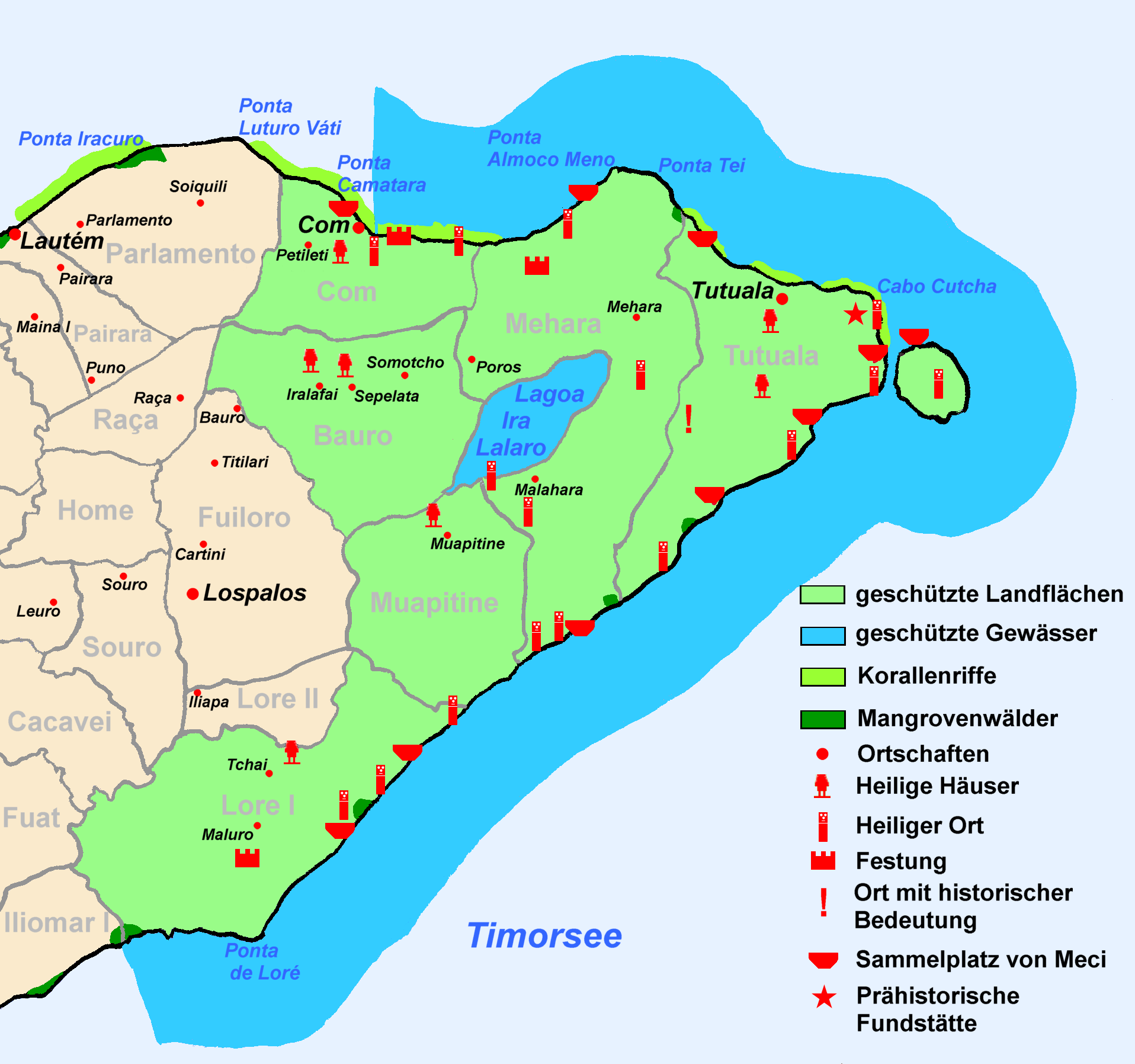
Parque Nacional Nino Konis Santana em Lautém

O Parque Nacional Nino Konis Santana é uma área protegida, e o primeiro parque nacional criado em Timor-Leste. Abrangendo uma área total de 1.236 km², dos quais 556 km² são uma área marinha rica em formações de coral, o parque foi criado pela Resolução do Governo n.º 8/2007, de 1 de agosto de 2007 e oficialmente inaugurado a 1 de agosto de 2008. Seu nome faz referência ao líder da resistência timorense, Nino Konis Santana.

## Fauna
A área do Parque inclui um amplo leque de paisagens terrestres e marinhas, incluindo extensos recifes de coral, além da maior área sobrevivente de terras alagadas tropicais e de floresta tropical de monção na ilha de Timor. As áreas terrestre e marinha incluem um grande variedade de habitats, destacando-se pela biodiversidade da sua fauna e flora.

### Aves
No seu interior estão localizadas três importantes áreas de habitat e conservação de população de aves designadas como IBA - Important Bird Area pelo programa desenvolvido pela BirdLife International. Essas áreas são:
- TL06 – Lore;
- TL07 – Monte Paitchau e Lago Iralalara;
- TL08 – Ilha de Jaco.

No interior do parque vivem 25 espécies de aves endémicas em Timor e nas ilhas vizinhas, entre as quais a cacatua-sufúrea (Cacatua sulphurea), uma catatua de crista amarela considerada "criticamente em perigo" pela captura para comércio internacional, e as espécies endémicas pombo-verde-de-timor (Treron psittaceus), pombo-imperial-de-timor (Ducula cineracea) e pardal-de-timor (Padda fuscata), esta última considerada vulnerável pela IUCN devido à perda de floresta de monção na ilha de Timor.

### Tartarugas
A maior densidade de tartarugas na zona nordeste de Timor-Leste ocorre neste Parque Nacional, sendo o local de desova e alimentação.

### Peixes
A fauna de peixes marinhos do Parque Marinho Nino Konis Santana é diversamente elevada, tendo sido identificadas 840 espécies, tais como:
- Pequenos peixes: caboz, blennioidei, trypterygiids e apogonids;
- Peixes nocturnos: moreias e Ophichthidae
- Grandes peixes de corais: Acanthuridae (peixe-cirurgião), Chaetodontidae (peixe-borboleta), Labridae (bodião), Pomacanthidae (peixe-anjo), Pomacentridae e Scaridae

## Ilha de Jaco
A ilha de Jaco é um território considerado sagrado pelos povos locais e importante habitat de aves. A parte marinha do parque está incluída no Triângulo de Coral, região biogeográfica que contém enorme diversidade de corais e peixes dos recifes de coral.

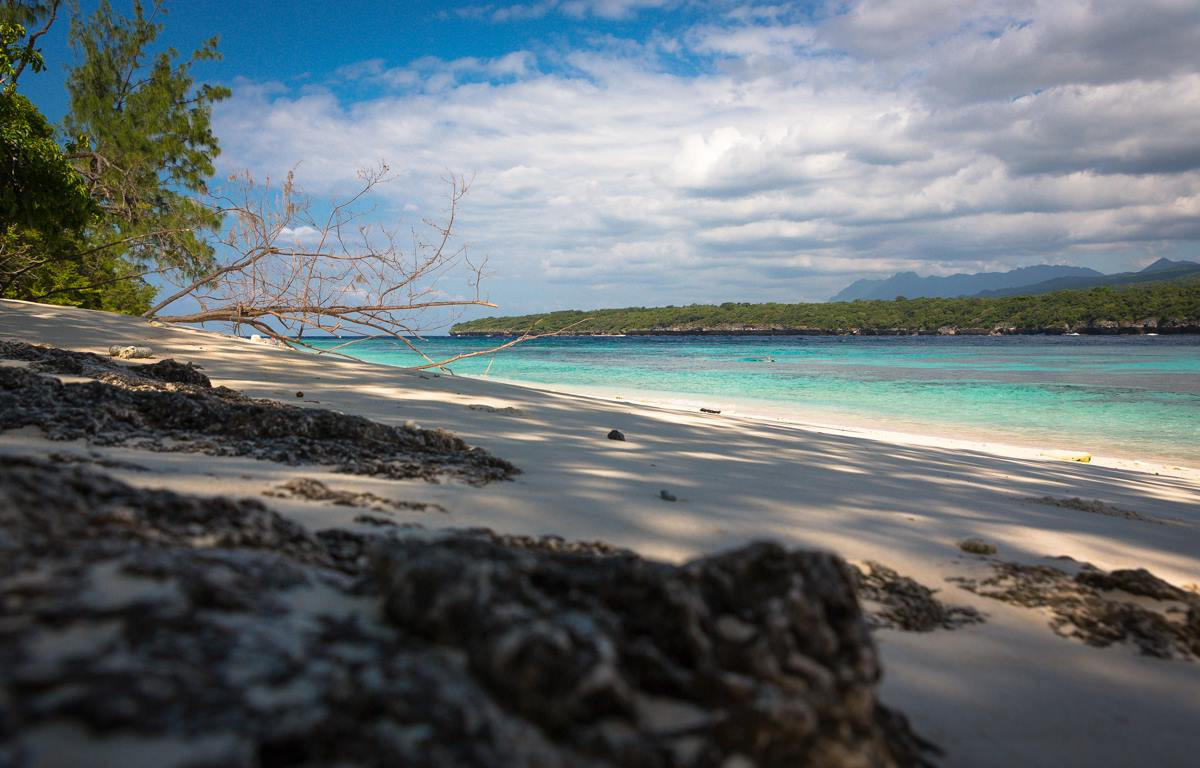
Ilha Jaco

## História

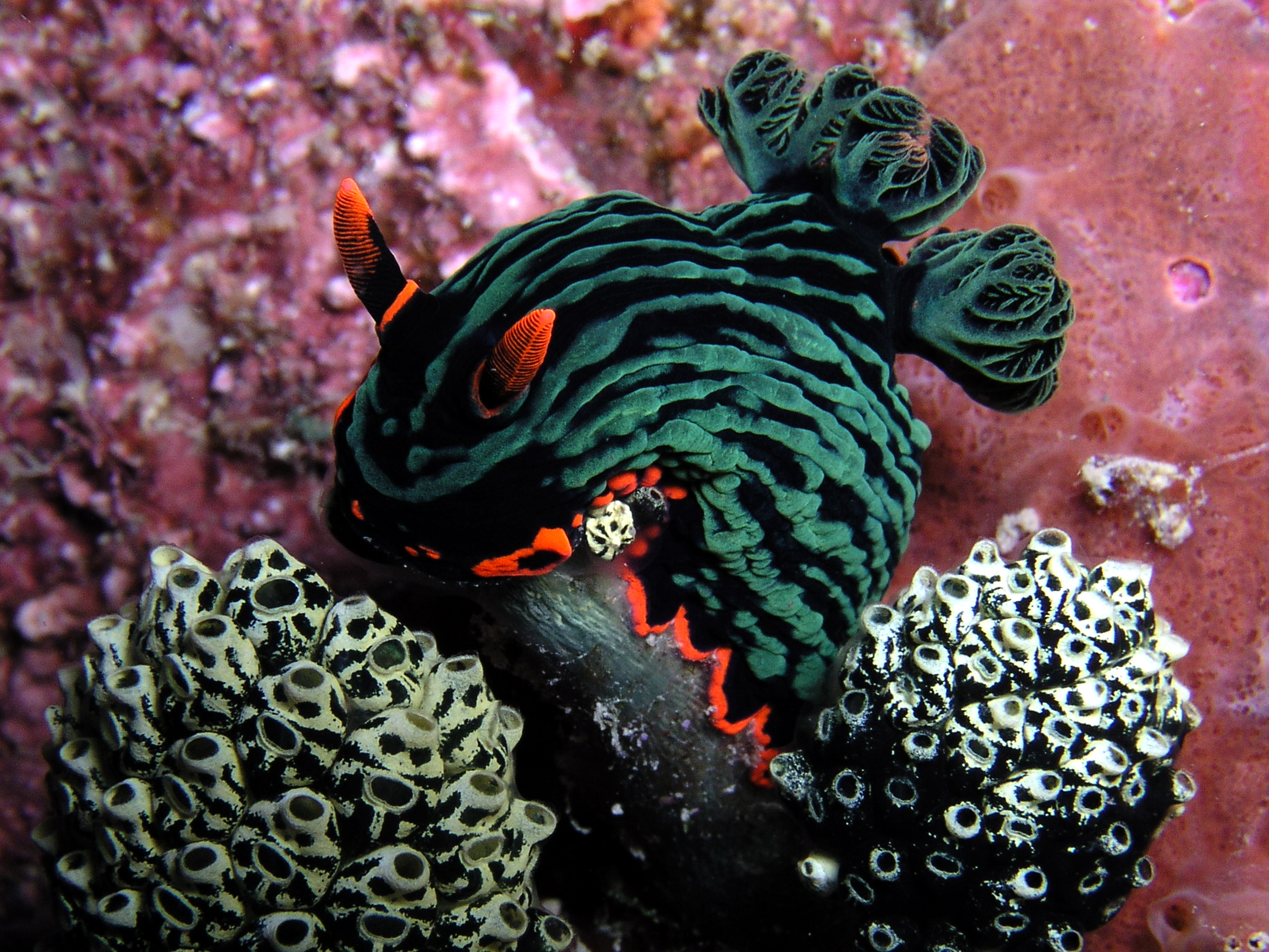
Nembrotha kubaryana, em imagem feita no parque

O Parque Nacional foi baptizado em honra de Nino Konis Santana, comandante fundador das FALINTIL, as forças armadas do movimento de independência, que nasceu em Tutuala, uma vila do distrito de Lautém, integrada na área do Parque.
O parque que se estende por seis sucos de Tutuala, Mehara, Muapiting, Lore, Bauro e Com e alberga no seu interior mais de 10 000 residentes. O Parque Marinho inclui as margens costeiras de três vilas principais ou centros populacionais: Com, Tutuala e Lore.

Esteve ameaçado pela proposta de um projecto hidroeléctrico, o qual iria dividir a região ao meio e destruir a floresta local.

Para além do seu interesse natural, esta zona de Timor-Leste foi um dos baluartes do movimento de resistência e de luta pela independência país, além de constituir historicamente um símbolo profundo mítico, cultural e histórico para o povo timorense. A região é habitada continuamente há mais de 40 000 anos, sendo muito rica do ponto de vista do património arqueológico, além de incluir locais evocativos da passada presença colonial portuguesa e do período da ocupação japonesa durante a II Guerra Mundial. As grutas de Ili-kere-kere, nas proximidades da praia de Tutuala, contém pinturas rupestres e nos depósitos calcários da gruta de Jerimalai foram encontrados restos arqueológicos com 42 000 de idade, os vestígios da presença humana mais antigos conhecidos na região das Pequenas Ilhas de Sonda.

## Gestão
O projecto de operacionalização do Parque está a ser desenvolvido em parceria com a organização não governamental BirdLife International, com o apoio do Departamento de Ambiente e Alteração Climática do Governo do estado australiano da Nova Gales do Sul. A gestão do Parque pretende seguir uma abordagem da gestão ambiental que privilegia a acção conjunta da administração pública e das comunidades locais, com envolvimento de parceiros da sociedade civil, em consulta e colaboração com as comunidades que nele vivem e visa assegurar equidade na distribuição dos benefícios ambientais entre as comunidades locais, a protecção da biodiversidade própria da área, a conservação e gestão dos aquíferos e o reconhecimento da propriedade tradicional e da sua utilização pelas comunidades residentes. O Parque cumpre os requisitos internacionalmente estabelecidos pela IUCN para ‘’Paisagem protegida’’ (Categoria V), ou seja para áreas em que as interacções culturais com a natureza são mantidas, conciliando a protecção ambiental com a extracção sustentável de recursos pelas comunidades locais.